# Enotski vektor
Enôtski véktor:291 (tudi enôtni véktor:605:101:47 ali véktorska enôta) v normiranem vektorskem prostoru je v matematiki vektor (po navadi evklidski vektor) z dolžino (modulom) 1 (enoto dolžine):
{\displaystyle \|\mathbf {e} \|\equiv \|{\vec {\mathbf {e} }}\|\equiv \|\mathbf {\hat {e}} \|\equiv |\mathbf {\hat {e}} |\ {\stackrel {\mathrm {def} }{=}}\ 1\!\,.}
Enotski vektor se velikokrat označuje z malo črko s strešico, na primer kot {\displaystyle \mathbf {\hat {e}} }, in se izgovori »e strešica«.
Velikost produkta enotskega vektorja s skalarjem c je vedno pozitivna (oziroma nenegativna) in je enaka: 
{\displaystyle \|c\,\mathbf {\hat {e}} \|=\|\mathbf {\hat {e}} \,c\|=|c|\|\mathbf {\hat {e}} \|=|c|\!\,.}
Tu je {\displaystyle |c|\!\,} absolutna vrednost c. Posebej je seveda:
{\displaystyle \|0\,\mathbf {\hat {e}} \|=0\!\,.}
V evklidskem prostoru je skalarni produkt dveh enotskih vektorjev {\displaystyle \mathbf {\hat {e}} _{1}} in {\displaystyle \mathbf {\hat {e}} _{2}} kar kosinus kota med njima. To sledi iz enačbe za skalarni produkt, saj sta njuni dolžini enaki 1:
{\displaystyle \mathbf {\hat {e}} _{1}\cdot \mathbf {\hat {e}} _{2}=\|\mathbf {\hat {e}} _{1}\|\|\mathbf {\hat {e}} _{2}\|\cos \varphi =\cos \varphi ;\quad (\|\mathbf {\hat {e}} _{1}\|=\|\mathbf {\hat {e}} _{2}\|=1)\!\,.}
Posebej je skalarni produkt enotskega vektorja s samim seboj: 
{\displaystyle \mathbf {\hat {e}} \cdot \mathbf {\hat {e}} =\|\mathbf {\hat {e}} \|\|\mathbf {\hat {e}} \|\cos \varphi =1;\quad (\varphi =0^{\circ })\!\,,}
dveh pravokotnih enotskih vektorjev:
{\displaystyle \mathbf {\hat {e}} _{1}\cdot \mathbf {\hat {e}} _{2}=\|\mathbf {\hat {e}} _{1}\|\|\mathbf {\hat {e}} _{2}\|\cos \varphi =0;\quad (\mathbf {\hat {e}} _{1}\perp \mathbf {\hat {e}} _{2}\wedge \varphi =90^{\circ })\!\,,}
ali ničelnega in enotskega vektorja:
{\displaystyle {\vec {\mathbf {0} }}\cdot \mathbf {\hat {e}} =\|{\vec {\mathbf {0} }}\|\|\mathbf {\hat {e}} \|\cos \varphi =0\!\,.}
Pri tem tudi kot {\displaystyle \varphi } ni določen, saj ničelni vektor nima smeri, privzame pa se, da je pravokoten na enotski vektor, oziroma na vse vektorje, kakor tudi sam nase.

## Normalizacija vektorja
Vsak neničelni vektor {\displaystyle {\vec {\mathbf {u} }}} se lahko zapiše kot skalarni produkt njegove norme (dolžine) in enotskega vektorja z enako smerjo in smislom:
{\displaystyle {\vec {\mathbf {u} }}=\|{\vec {\mathbf {u} }}\|\cdot \mathbf {\hat {e}} \!\,,}
tako da je normalizírani véktor (versor ali enôtski véktor sméri véktorja) {\displaystyle \mathbf {\hat {u}} } neničelnega vektorja {\displaystyle {\vec {\mathbf {u} }}} enotski vektor z enako smerjo in smislom kot {\displaystyle {\vec {\mathbf {u} }}}:
{\displaystyle {\vec {\mathbf {u} }}^{0}\equiv {\vec {\mathbf {u} }}_{0}\equiv \mathbf {\hat {u}} ={\frac {1}{\|{\vec {\mathbf {u} }}\|}}\cdot {\vec {\mathbf {u} }}={\frac {\vec {\mathbf {u} }}{\|{\vec {\mathbf {u} }}\|}}={\frac {\vec {\mathbf {u} }}{u}};\qquad \|{\vec {\mathbf {u} }}\|\neq 0\!\,\vee {\vec {\mathbf {u} }}\neq {\vec {\mathbf {0} }},}
kjer je {\displaystyle \|{\vec {\mathbf {u} }}\|} norma (ali dolžina) vektorja {\displaystyle {\vec {\mathbf {u} }}}, {\displaystyle {\vec {\mathbf {0} }}} pa ničelni vektor. Izraz normalizirani vektor se včasih rabi kot sopomenka za enotski vektor.
Za enotske vektorje se običajno izberejo elementi baze. Vsak vektor v prostoru se lahko zapiše kot linearna kombinacija enotskih vektorjev. Kot baze se največkrat srečajo kartezične, polarne, valjne (cilindrične) in krogelne (sferne) koordinate. Vsaka od njih uporablja različne enotske vektorje glede na simetrijo koordinatnega sistema.

## Ortogonalne koordinate

### Kartezične koordinate
V trirazsežnem kartezičnem koordinatnem sistemu se včasih enotski vektorji, katerih smer je enaka z osmi {\displaystyle x}, {\displaystyle y} in {\displaystyle z}, oziroma, ki ležijo na oseh, imenujejo vektorji koordinatnega sistema. Njihove koordinate so:
{\displaystyle \mathbf {\hat {i}} =(1,0,0),\,\,\mathbf {\hat {j}} =(0,1,0),\,\,\mathbf {\hat {k}} =(0,0,1)\,\,,}
ali zapisane v stolpcih:
{\displaystyle \mathbf {\hat {i}} ={\begin{bmatrix}1\\0\\0\end{bmatrix}},\,\,\mathbf {\hat {j}} ={\begin{bmatrix}0\\1\\0\end{bmatrix}},\,\,\mathbf {\hat {k}} ={\begin{bmatrix}0\\0\\1\end{bmatrix}}\,\,.}
Včasih veljajo za versorje koordinatnega sistema in tvorijo množico medsebojno ortogonalnih enotskih vektorjev, ki v linearni algebri predstavljajo zgled standardne baze.
Običajno se jih označuje z normalnim vektorskim zapisom (kot {\displaystyle \mathbf {i} }, {\displaystyle {\vec {\mathbf {i} }}} ali {\displaystyle {\vec {i}}}) in ne s strešicami (npr. {\displaystyle \mathbf {\hat {i}} \,}, {\displaystyle {\hat {i}}\,} ali {\displaystyle \mathbf {\hat {\imath }} \,}). Večinoma je privzeto, da so {\displaystyle {\vec {\mathbf {i} }}}, {\displaystyle {\vec {\mathbf {j} }}} in {\displaystyle {\vec {\mathbf {k} }}} (ali {\displaystyle {\vec {i}},{\vec {j}}} in {\displaystyle {\vec {k}}}) versorji (vektorji) kartezičnega koordinatnega sistema. Odtod trojica recipročnih ortogonalnih enotskih vektorjev. Zapisi {\displaystyle (\mathbf {\hat {x}} ,\mathbf {\hat {y}} ,\mathbf {\hat {z}} )}, {\displaystyle (\mathbf {\hat {x}} _{1},\mathbf {\hat {x}} _{2},\mathbf {\hat {x}} _{3})}, {\displaystyle (\mathbf {\hat {e}} _{x},\mathbf {\hat {e}} _{y},\mathbf {\hat {e}} _{z})} ali {\displaystyle (\mathbf {\hat {e}} _{1},\mathbf {\hat {e}} _{2},\mathbf {\hat {e}} _{3})} z ali brez strešice se tudi uporablja, še posebej kadar označbe {\displaystyle \mathbf {i} }, {\displaystyle \mathbf {j} }, {\displaystyle \mathbf {k} } lahko vodijo do zamenjave z označbami drugih količin (na primer s simboli za indekse {\displaystyle i,j,k}, ki označujejo elemente množice, polja ali zaporedja spremenljivk.
Ko je enotski vektor v prostoru izražen s kartezičnim zapisom kot linearna kombinacija vektorjev {\displaystyle {\vec {\mathbf {i} }}}, {\displaystyle {\vec {\mathbf {j} }}} in {\displaystyle {\vec {\mathbf {k} }}}, so tri njegove skalarne komponente »smerni kosinusi«. Vrednost vsake komponente je enaka kosinusu kota, ki ga tvori enotski vektor s pripadajočim baznim vektorjem. Na ta način se lahko opiše usmerjenost (kotno lego) premice, daljico, usmerjeno os ali odsek usmerjene osi.

### Valjne koordinate
Enotski vektorji, primerni za valjno (cilindrično) simetrijo, so: 
- {\displaystyle \mathbf {\hat {s}} } (označbi tudi {\displaystyle \mathbf {\hat {r}} } ali {\displaystyle {\boldsymbol {\hat {\rho }}}}), razdalja od osi simetrije,
- {\displaystyle {\boldsymbol {\hat {\phi }}}} (označba tudi {\displaystyle {\boldsymbol {\hat {\varphi }}}}), kot, merjen v smeri nasprotni urinim kazalcem od pozitivne osi {\displaystyle x}, in
- {\displaystyle \mathbf {\hat {z}} }, smer osi simetrije.

S kartezično bazo {\displaystyle \mathbf {\hat {x}} ,\mathbf {\hat {y}} ,\mathbf {\hat {z}} } so povezane z:
{\displaystyle \mathbf {\hat {s}} =\cos \phi \mathbf {\hat {x}} +\sin \phi \mathbf {\hat {y}} \!\,,}
{\displaystyle {\boldsymbol {\hat {\phi }}}=-\sin \phi \mathbf {\hat {x}} +\cos \phi \mathbf {\hat {y}} \!\,,}
{\displaystyle \mathbf {\hat {z}} =\mathbf {\hat {z}} \!\,.}
Treba je omeniti, da sta {\displaystyle \mathbf {\hat {s}} } in {\displaystyle {\boldsymbol {\hat {\phi }}}} funkciji {\displaystyle \phi \!\,} in po smeri nista konstantni. Pri odvajanju ali integriranju v valjnih koordinatah ju je treba prav tako vzeti v obzir. Za popolnejši opis glej Jacobijeva matrika in determinanta. Odvodi po {\displaystyle \phi \,\,} so, od tega dva neničelna:
{\displaystyle {\frac {\partial \mathbf {\hat {s}} }{\partial \phi }}=-\sin \phi \mathbf {\hat {x}} +\cos \phi \mathbf {\hat {y}} ={\boldsymbol {\hat {\phi }}}\!\,,}
{\displaystyle {\frac {\partial {\boldsymbol {\hat {\phi }}}}{\partial \phi }}=-\cos \phi \mathbf {\hat {x}} -\sin \phi \mathbf {\hat {y}} =-\mathbf {\hat {s}} \!\,,}
{\displaystyle {\frac {\partial \mathbf {\hat {z}} }{\partial \phi }}={\vec {\mathbf {0} }}\!\,.}

### Krogelne koordinate
Enotski vektorji, primerni za krogelno (sferno) simetrijo, so:
- {\displaystyle \mathrm {\hat {r}} }, radialna razdalja od izhodišča,
- {\displaystyle {\boldsymbol {\hat {\phi }}}}, kot v ravnini x-y, merjen v nasprotni smeri od urinih kazalcev od pozitivne osi x, in
- {\displaystyle {\boldsymbol {\hat {\theta }}}}, kot od pozitivne osi z.

Da je degeneracija čim manjša, je polarni kot običajno {\displaystyle 0\leq \theta \leq 180^{\circ }}. Posebej je pomembno poudariti v kakšnem smislu se rabi poljubna urejena trojica v krogelnih koordinatah, saj sta vlogi {\displaystyle {\boldsymbol {\hat {\phi }}}} in {\displaystyle {\boldsymbol {\hat {\theta }}}} velikokrat zamenjani. Tukaj se rabi ameriški dogovor o poimenovanju. Tako je azimutni kot {\displaystyle \phi \!\,} enak kot v valjnih koordinatah. Povezave s kartezično bazo so:
{\displaystyle \mathbf {\hat {r}} =\sin \theta \cos \phi \mathbf {\hat {x}} +\sin \theta \sin \phi \mathbf {\hat {y}} +\cos \theta \mathbf {\hat {z}} \!\,,}
{\displaystyle {\boldsymbol {\hat {\theta }}}=\cos \theta \cos \phi \mathbf {\hat {x}} +\cos \theta \sin \phi \mathbf {\hat {y}} -\sin \theta \mathbf {\hat {z}} \!\,,}
{\displaystyle {\boldsymbol {\hat {\phi }}}=-\sin \phi \mathbf {\hat {x}} +\cos \phi \mathbf {\hat {y}} \!\,.}
Krogelni enotski vektorji so odvisni tako od {\displaystyle \phi \!\,} kot od {\displaystyle \theta \!\,}, tako da obstaja 6 možnih odvodov, od tega 5 neničelnih:
{\displaystyle {\frac {\partial \mathbf {\hat {r}} }{\partial \phi }}=-\sin \theta \sin \phi \mathbf {\hat {x}} +\sin \theta \cos \phi \mathbf {\hat {y}} =\sin \theta {\boldsymbol {\hat {\phi }}}\!\,,}
{\displaystyle {\frac {\partial \mathbf {\hat {r}} }{\partial \theta }}=\cos \theta \cos \phi \mathbf {\hat {x}} +\cos \theta \sin \phi \mathbf {\hat {y}} -\sin \theta \mathbf {\hat {z}} ={\boldsymbol {\hat {\theta }}}\!\,,}
{\displaystyle {\frac {\partial {\boldsymbol {\hat {\theta }}}}{\partial \phi }}=-\cos \theta \sin \phi \mathbf {\hat {x}} +\cos \theta \cos \phi \mathbf {\hat {y}} =\cos \theta {\boldsymbol {\hat {\phi }}}\!\,,}
{\displaystyle {\frac {\partial {\boldsymbol {\hat {\theta }}}}{\partial \theta }}=-\sin \theta \cos \phi \mathbf {\hat {x}} -\sin \theta \sin \phi \mathbf {\hat {y}} -\cos \theta \mathbf {\hat {z}} =-\mathbf {\hat {r}} \!\,,}
{\displaystyle {\frac {\partial {\boldsymbol {\hat {\phi }}}}{\partial \phi }}=-\cos \phi \mathbf {\hat {x}} -\sin \phi \mathbf {\hat {y}} =-\cos \theta {\boldsymbol {\hat {\theta }}}-\sin \theta \mathbf {\hat {r}} \!\,,}
{\displaystyle {\frac {\partial {\boldsymbol {\hat {\phi }}}}{\partial \theta }}={\vec {\mathbf {0} }}\!\,.}

### Splošni enotski vektorji
Običajne splošne teme o enotskih vektorjih se pojavljajo v fiziki in geometriji:
| enotski vektor                                                                                                   | označbe | prikaz |
| --- | --- | --- |
| Tangentni vektor na krivuljo/tokovnico                                                                           | {\displaystyle \mathbf {\hat {t}} \,\!} | Normalni vektor {\displaystyle \mathbf {\hat {n}} \,\!} na ravnino, ki vsebuje in jo določata krajevni vektor lege {\displaystyle r\mathbf {\hat {r}} \,\!} in kotna tangentna smer vrtenja {\displaystyle \theta {\boldsymbol {\hat {\theta }}}\,\!}, je potreben, tako da vektorske enačbe kotnega gibanja veljajo. |
| Normalen na ploskev tangentne ravnine/ravnine, ki vsebuje komponento krajevne lege in kotno tangentno komponento | {\displaystyle \mathbf {\hat {n}} \,\!} V izrazih polarnih koordinat; {\displaystyle \mathbf {\hat {n}} =\mathbf {\hat {r}} \times {\boldsymbol {\hat {\theta }}}\,\!} | Normalni vektor {\displaystyle \mathbf {\hat {n}} \,\!} na ravnino, ki vsebuje in jo določata krajevni vektor lege {\displaystyle r\mathbf {\hat {r}} \,\!} in kotna tangentna smer vrtenja {\displaystyle \theta {\boldsymbol {\hat {\theta }}}\,\!}, je potreben, tako da vektorske enačbe kotnega gibanja veljajo. |
| Binormalni vektor na tangento in normalo                                                                         | {\displaystyle \mathbf {\hat {b}} =\mathbf {\hat {t}} \times \mathbf {\hat {n}} \,\!}                                                                                  | Normalni vektor {\displaystyle \mathbf {\hat {n}} \,\!} na ravnino, ki vsebuje in jo določata krajevni vektor lege {\displaystyle r\mathbf {\hat {r}} \,\!} in kotna tangentna smer vrtenja {\displaystyle \theta {\boldsymbol {\hat {\theta }}}\,\!}, je potreben, tako da vektorske enačbe kotnega gibanja veljajo. |
| Vzporeden na kakšno os/premico                                                                                   | {\displaystyle \mathbf {\hat {e}} _{\parallel }\,\!} | En enotski vektor {\displaystyle \mathbf {\hat {e}} _{\parallel }\,\!} poravnan vzporedno na glavno smer (rdeča premica), ortogonalni enotski vektor {\displaystyle \mathbf {\hat {e}} _{\bot }\,\!} pa je v poljubni radialni smeri relativno na glavno premico.                                                     |
| Pravokoten na kakšno os/premico v poljubni radialni smeri                                                        | {\displaystyle \mathbf {\hat {e}} _{\bot }\,\!} | En enotski vektor {\displaystyle \mathbf {\hat {e}} _{\parallel }\,\!} poravnan vzporedno na glavno smer (rdeča premica), ortogonalni enotski vektor {\displaystyle \mathbf {\hat {e}} _{\bot }\,\!} pa je v poljubni radialni smeri relativno na glavno premico.                                                     |
| Možen kotni odklon relativno na kakšno os/premico                                                                | {\displaystyle \mathbf {\hat {e}} _{\angle }\,\!} | Enotski vektor pod ostrim odklonskim kotom φ (vključno s kotoma 0 ali π/2 rad) relativno na glavno smer. |

## Krivočrtne koordinate
V splošnem se lahko opiše koordinatni sistem s pomočjo linearno neodvisnih enotskih vektorjev {\displaystyle \mathbf {\hat {e}} _{n}}, ki so enaki prostostni stopnji prostora. Za običajni trirazsežni prostor se jih lahko označi kot {\displaystyle \mathbf {\hat {e}} _{1},\mathbf {\hat {e}} _{2},\mathbf {\hat {e}} _{3}}. Skoraj vedno je priporočljivo, da je sistem po definiciji ortonormalen in desnosučen:
{\displaystyle \mathbf {\hat {e}} _{i}\cdot \mathbf {\hat {e}} _{j}=\delta _{ij}\!\,,}
{\displaystyle \mathbf {\hat {e}} _{i}\cdot (\mathbf {\hat {e}} _{j}\times \mathbf {\hat {e}} _{k})=\varepsilon _{ijk}={\begin{vmatrix}1&0&0\\0&1&0\\0&0&1\end{vmatrix}}=1\!\,,}
pri čemer je {\displaystyle \delta _{ij}} Kroneckerjeva delta in {\displaystyle \varepsilon _{ijk}\,} Levi-Civitajev simbol.